# Rândunică cu piept perlat
Rândunica cu piept perlat (Hirundo dimidiata) este o specie de pasăre din familia Hirundinidae.

## Descriere
Rândunica cu pieptul perlat are 13–14 cm lungime. Are părțile superioare de un albastru lucios și părțile inferioare alb-cenusii. Aripile superioare, penele de zbor sub aripi și coada bifurcată sunt de culoare albastru-închis. Penele exterioare sunt puțin mai lungi la mascul decât la femelă. Puii sunt mai șterși și mai maronii decât adulții, cu pene exterioare mai scurte ale cozii. Subspecia nordică, H. d. marwitzi este mai întunecată și mai mică decât H. d. dimidiata, dar diferențele sunt mici, iar specia poate fi monotipică.

## Galerie

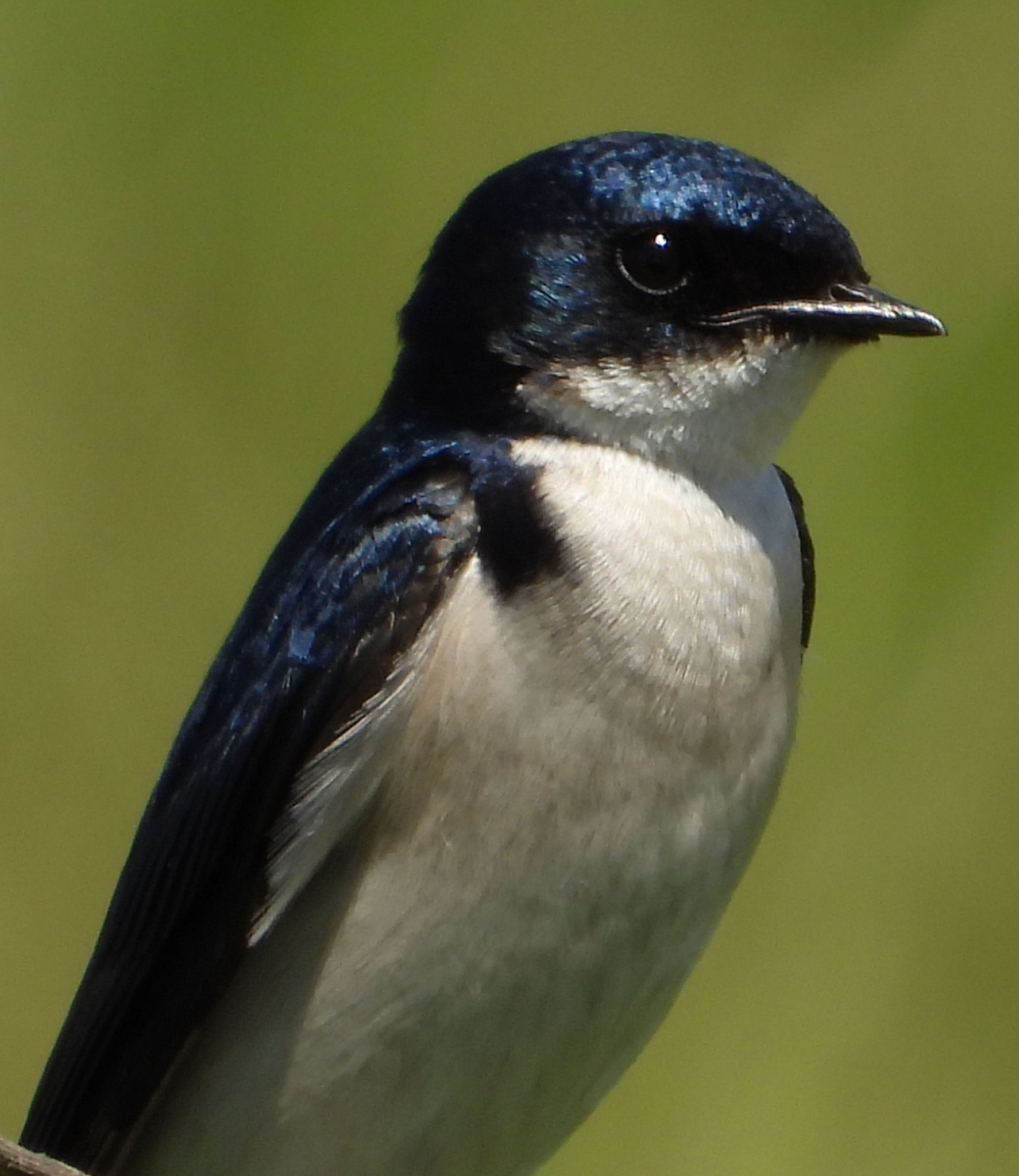
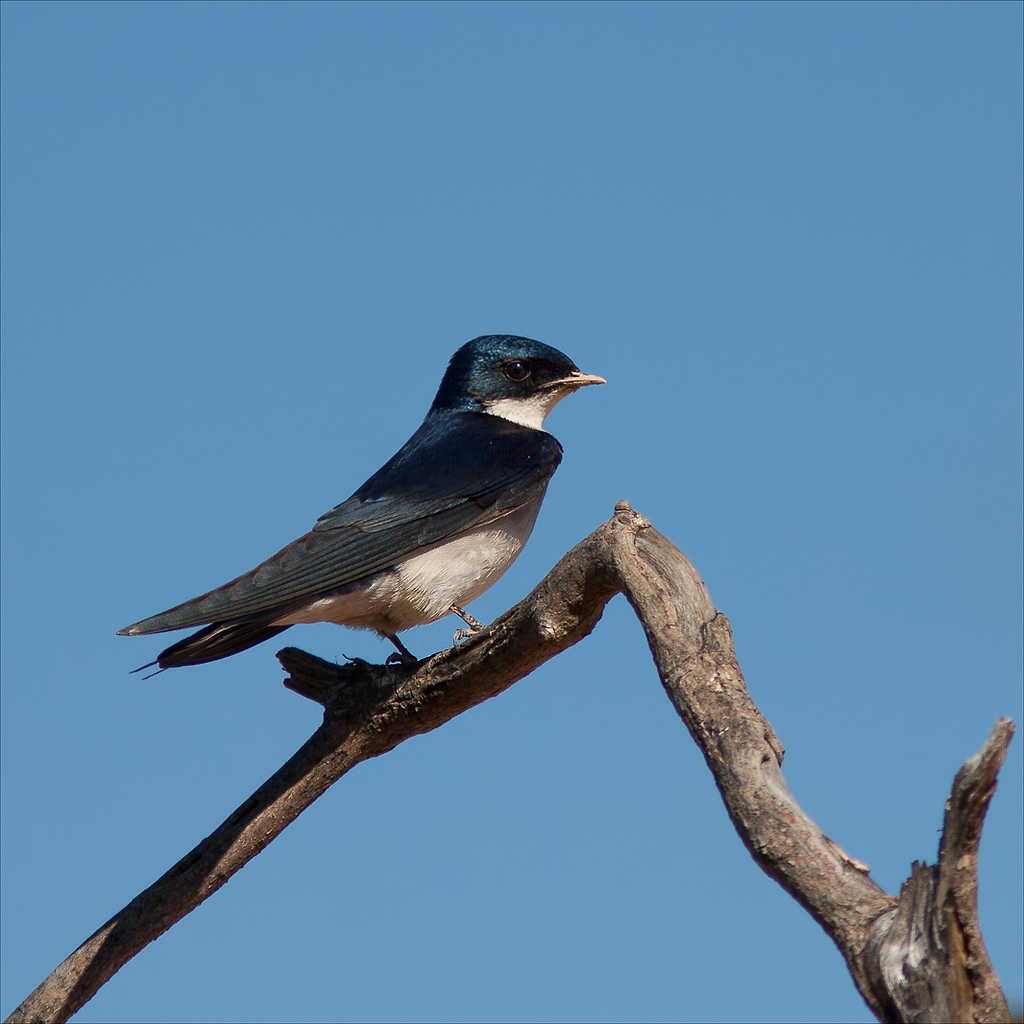
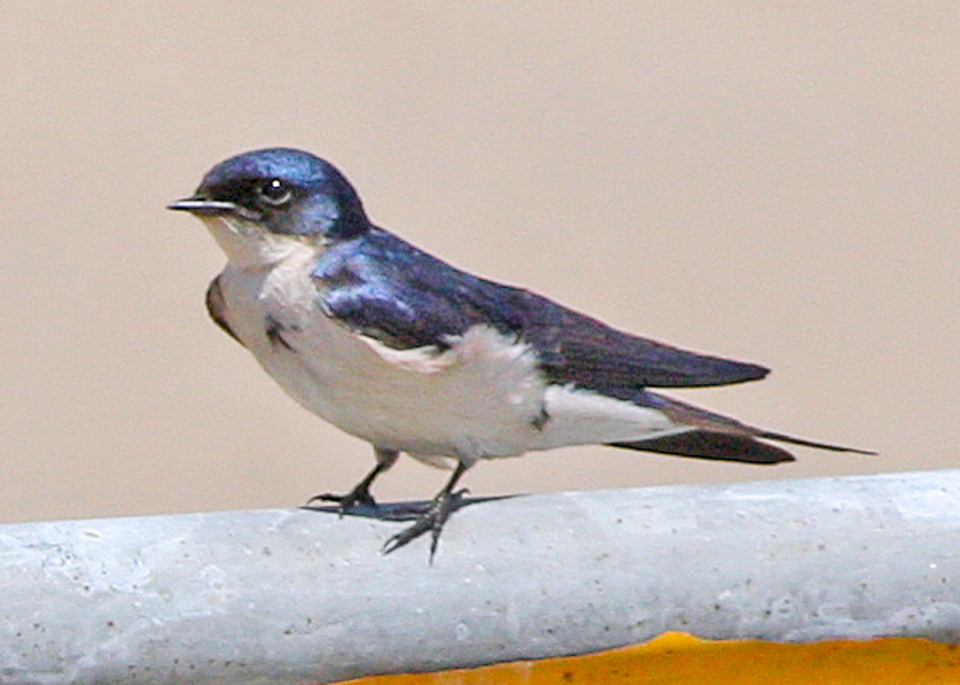

## Distribuție și habitat
Rândunica cu pieptul perlat se reproduce în sudul Africii din Angola, sudul Congo și Tanzania spre sud. Este parțial migratoare, multe păsări din sud-vestul Africii de Sud iernând mai la nord. Este o pasăre de tufă uscată, terenuri agricole și poieni. Se găsește adesea în jurul locuințelor umane.